# Eremomela
Eremomela é um género de aves da família Cisticolidae.

## Espécies
Este género contém as seguintes espécies:
- Eremomela icteropygialis
- Eremomela flavicrissalis
- Eremomela pusilla
- Eremomela canescens
- Eremomela scotops
- Eremomela gregalis
- Eremomela usticollis
- Eremomela badiceps
- Eremomela turneri
- Eremomela atricollis